# أندرو دودز
أندرو دودز (بالإنجليزية: Andrew Scott Dodds)‏ هو راقص على الجليد أسترالي، ولد في 2 أغسطس 1991 في غولد كوست في أستراليا.

## وصلات خارجية
- أندرو دودز على موقع الاتحاد الدولي للتزلج (الإنجليزية)
- أندرو دودز على موقع الاتحاد الدولي للتزلج (الإنجليزية)